# Skull
Skull (eng. Skull Islet – Otočić Lubanja) je otočić tik uz obalu južnog dijela otoka Pender u Britanskoj Kolumbiji. Nalazi se na istočnoj strani luke Bedwell. Otočić je dio rezervata Nacionalnog parka Gulf Islands i dozvoljen je pristup samo ovlaštenim oosbama.